# Lee's Famous Recipe Chicken
A Lee's Famous Recipe Chicken é uma franquia de restaurante de fast food fundada em 1966, especializada em frango, acompanhamentos caseiros e bolachas.

## História
Após a venda da KFC em 1964, Lee Cummings (sobrinho do fundador da KFC, o Coronel Harland Sanders) começou a desenvolver sua receita, que mais tarde ficou conhecida como “Famous Recipe.” Em 1966, Cummings, junto com Harold Omer, fundou o “Harold's Take-Home” em Lima, Ohio, onde Cummings apresentou pela primeira vez sua Famous Recipe Chicken. Mais tarde naquele ano, Cummings abriu a primeira franquia do restaurante em Columbus, Ohio. Nos anos seguintes, seguiram-se as localizações em Springfield, Dayton e Cincinnati, Ohio, bem como uma unidade em Kalamazoo, Michigan.
Em 1981, Cummings vendeu a cadeia à Shoney's Restaurants em Nashville, Tennessee. Morreu em 2002 com 80 anos de idade. A Shoney's continuou operando a Lee's juntamente com os seus próprios restaurantes Captain D's e Shoney's até 1995, altura em que o Lee's foi vendido ao RTM Restaurant Group em Atlanta, Geórgia.
Em maio de 2003, a cadeia tinha 29 estabelecimentos propriedade da empresa e 125 estabelecimentos franqueados. Em outubro de 2003, a Lee's Famous Recipes Inc. comprou a cadeia à RTM. Em abril de 2013, o Famous Recipe Group LLC adquiriu a cadeia à Lee's Famous Recipes, Inc.
Em junho de 2021, o Famous Recipe Group, LLC, proprietário da marca Lee's Famous Recipe Chicken, concordou em vender a marca à LFR Chicken, LLC, uma nova entidade apoiada pela Artemis Lane Partners.